# Dieter Baumann
Dieter Baumann (ur. 9 lutego 1965) – niemiecki lekkoatleta, długodystansowiec. Medalista olimpijski (Seul, Barcelona), a także olimpijczyk z Atlanty.

## Sukcesy
- srebrny medal podczas Halowych Mistrzostw Europy w Lekkoatletyce (Bieg na 3000 m, Liévin 1987)
- srebro Igrzysk olimpijskich w Seulu (Bieg na 5000 m, 1988)
- złoty medal na Halowych Mistrzostwach Europy w Lekkoatletyce (Bieg na 3000 m, Haga 1989)
- brąz Halowych Mistrzostw Świata w Lekkoatletyce (Bieg na 3000 m, Budapeszt 1989)
- złoty medal Igrzysk olimpijskich (Bieg na 5000 m, Barcelona 1992)
- złoto podczas Mistrzostw Europy w Lekkoatletyce (Bieg na 5000 m, Helsinki 1994)
- srebrny medal Mistrzostw Europy w Lekkoatletyce (Bieg na 10 000 m, Budapeszt 1998)
- 3. miejsce w Pucharze Świata (Bieg na 5000 m, Johannesburg 1998)
- srebro na Mistrzostwach Europy w Lekkoatletyce (Bieg na 10 000 m, Monachium 2002)

## Rekordy życiowe
- Bieg na 1500 m – 3:33,51 (1997)
- Bieg na milę – 3:51,12 (1992)
- Bieg na 2000 m – 4:59,88 (1987)
- Bieg na 3000 m – 7:30,50 (1998) Rekord Niemiec
- Bieg na 5000 m – 12:54,70 (1997) Rekord Niemiec, były rekord Europy 2. wynik w historii europejskiej lekkoatletyki
- Bieg na 10 000 m – 27:21,53 (1997) Rekord Niemiec
- Bieg na 1000 m (hala) – 2:18,79 (1989)
- Bieg na 1500 m (hala) – 3:36,97 (1989)
- Bieg na 2000 m (hala) – 5:02,49 (1993)
- Bieg na 3000 m (hala) – 7:37,51 (1995) Rekord Niemiec, były rekord Europy